# Imanato del Cáucaso
El Imanato del Cáucaso (en árabe: إمامة القوقاز‎ `Imāmat al-Qawkāz, también conocido como el Imanato Caucásico) fue un estado islámico establecido por los imanes del Daguestán a principios y mediados del siglo XIX en el Cáucaso oriental, el cual comprendía sobre todo Chechenia y Daguestán, para combatir el avance del Imperio ruso durante la Guerra del Cáucaso.

## SigloXIX
El imanato fue fundado en 1828 por Ghazi Muhammad, quién fue sucedido por Gamzat-bek cuatro años más tarde. Cuando él fue asesinado en 1834, por unos guerreros (entre ellos Hadji Murad), Shamil se convirtió en el tercer imán. El imanato alcanzó su máximo bajo Shamil e incluyó a Daguestán, Chechenia y algunas regiones de Ingushetia. Los adigueses del Cáucaso Occidental fueron considerados bajo el dominio supremo del Imán y gobernados por el naib (teniente) de Shamil. Shamil condujo el Imanato hasta su rendición a los rusos en 1859.
El órgano del gobierno supremo del Imanato era el Consejo Estatal (diwan) constituido por muftis, naibs y murids.

## Cuarto Imanato
Después de la Revolución rusa de 1917, una tentativa de restablecer al imanato fue hecha por el hijo de uno de naibs de Shamil, Najm ad-Din (nombre rusificado: Najmuddín Gotsinsky), con la ayuda del Imperio otomano, durante marzo y abril de 1918. Él fue nombrado el cuarto Imán del Cáucaso Norte y depuso el poder de los soviets, pero fue derrotado pronto por los soviéticos. Él realizó una guerra de guerrillas en las montañas de Daguestán y Chechenia.